# Сунарчі
Сунарчі́ (рос. Сунарчи) — село у складі Сарактаського району Оренбурзької області, Росія.

## Населення
Населення — 261 особа (2010; 340 у 2002).
Національний склад (станом на 2002 рік):
- башкири — 82 %